# Au cœur du mensonge
Pour plus de détails, voir Fiche technique et Distribution.
Au cœur du mensonge est un film français réalisé par Claude Chabrol présenté en 1999.

## Synopsis
René Sterne (Jacques Gamblin), peintre retiré en Bretagne à la suite des séquelles des blessures reçues lors de l'attentat de la rue de Rennes, vit avec son épouse Viviane (Sandrine Bonnaire) infirmière libérale, dans leur maison en bord de mer.
Il donne des cours de dessin à des enfants du voisinage. Un jour, l'une de ses élèves, âgée d'une dizaine d'années, est retrouvée étranglée à cinq cent mètres de chez lui alors qu'elle venait de le quitter après sa leçon.
Sophie Lesage (Valeria Bruni Tedeschi), nouvelle commissaire à Saint-Malo le soupçonne, tandis que la rumeur court.
Pour se changer un peu les idées, Viviane se laisse un instant séduire par Germain-Rolland « GR » Desmot (Antoine de Caunes), écrivain médiatisé et célébrité locale, mais elle se ressaisit et son escapade tourne court quand elle réalise qu'elle n'a affaire qu'à un être creux et médiocre. 
À son retour, Viviane a la surprise de voir que René a invité Desmot à dîner. Au cours de repas, hâbleur et intarissable, Desmot boit beaucoup et, comme il n'est guère en état de conduire, René doit le ramener chez lui en traversant la baie en bateau. Le lendemain, sa femme de ménage retrouve Desmot mort dans les rochers près de sa maison. Une fois encore, René est au cœur des soupçons de la commissaire Lesage qui subodore un crime passionnel. 
Mais l'enquête sur le meurtre de la fillette est résolue d'une manière inattendue, grâce à un adolescent qui a fouillé dans le sac de Bordier, un notable de la région et y a trouvé le dernier dessin de la fillette assassinée ainsi que du matériel destiné à se faire des injections pour compenser l'impuissance. Cette première affaire est donc close. 
Quant à la seconde enquête, en dépit des soupçons persistants du commissaire Lesage, le juge conclut à l'accident et prononce un non-lieu. 
Définitivement lavé de tout soupçon, René avoue en larmes le meurtre de Desmot à Viviane, qui le console.

## Fiche technique
- Titre original : Au cœur du mensonge
- Réalisation : Claude Chabrol
- Scénario : Odile Barski et Claude Chabrol
- Décors : Françoise Benoît-Fresco
- Costumes : Corinne Jorry
- Photographie : Eduardo Serra
- Son : Jean-Bernard Thomasson, Claude Villand
- Musique originale : Matthieu Chabrol
- Montage : Monique Fardoulis
- Production : Marin Karmitz
- Sociétés de production : France 3 Cinéma et MK2 Productions
- Société de distribution : MK2 Diffusion
- Pays de production :  France
- Langue originale : français
- Format : couleur (Fujicolor) — 35 mm — 1,66:1 — son Dolby numérique
- Genre : drame
- Durée : 113 minutes
- Dates de sortie : 
  - France : 13 janvier 1999
  - Belgique : 3 février 1999

## Distribution
- Sandrine Bonnaire : Viviane Sterne, médecin
- Jacques Gamblin : René Sterne, peintre
- Antoine de Caunes : Germain-Roland « GR » Desmot, écrivain
- Valeria Bruni Tedeschi : commissaire Frédérique Lesage
- Bernard Verley : Inspecteur Loudun
- Pierre Martot : Régis Marchal
- Bulle Ogier : Yvelyne Bordier
- Noël Simsolo : Bordier
- Rodolphe Pauly : Victor
- Adrienne Pauly : Anna
- Sylvie Flepp : Mme Lemoine
- Éric Savin : Christian
- Thomas Chabrol : le médecin légiste
- Dominique Zardi : Shouten
- Philippe Dana : le directeur du théâtre
- Yvon Crenn : le maire de Saint-Malo
- Véronique Volta : Betty
- Florent Gibassier : Joël Sarne
- Wendy Malpeli : Éloïse Michel
- Anastasie Loncle : Laetitia
- Julia Cotteret : Sophie Lesage
- Cécile Eloir : la cantatrice
- Michel Bodet : le journaliste de France 3
- Michel Dupuy : le patron du bar
- Jean-François Ballèvre : le pianiste

## Production

### Peintures
Vincent Bioulès a été la « main » de Jacques Gamblin, l'a conseillé et a réalisé les œuvres qui figurent dans le film.

## Accueil

### Accueil critique
« Les personnages vont pouvoir décliner leurs artifices, selon les moments opportuns et les changements de direction. Car dans cette histoire de mirage et de suspicion à tous les degrés, ce qui importe n'est pas la question du Bien et du Mal (la morale n’a jamais intéressé Chabrol), mais plutôt la façon dont chacun va se positionner, à tel moment, pour s’en sortir au mieux ou au plus mal. Chabrol joue ainsi sur une petite palette allégorique composée des différentes valeurs du mensonge. Son couple difficile, compact, en équilibre critique, ne tient que par un amour fort. »

— Les Inrocks, Sophie Bonnet

« On pourra regretter, cette fois, l'évidente indifférence de Chabrol à laisser deviner, très vite, le coupable du meurtre de l'enfant. Mais quoi ! Hitchcock se permettait, lui aussi, pareille désinvolture. L'essentiel, c'est toujours de privilégier l'essentiel : ici, la tension, l'angoisse, l'enfer encerclant, peu à peu, les deux principaux personnages. À savoir Jacques Gamblin, sombre, torturé, héritier de l'emploi que tenaient jadis chez Chabrol un Maurice Ronet ou un Michel Bouquet. Et Sandrine Bonnaire. En apparence, son rôle est plus ingrat : elle subit plus qu'elle n'agit. En fait, c'est le pilier du film. Une femme comme Chabrol les aime : tentée un temps par une liaison imbécile. Mais fidèle au poste lorsque la menace se précise : une sorte d'héroïne invisible sur laquelle le danger bute, soudain, et se fracasse. »

— Télérama, Pierre Murat, 13 janvier 1999

## Analyse
Selon Olivier Seguret pour Libération, le personnage de Germain-Roland Desmot interprété par Antoine de Caunes est un croisement de Marc-Édouard Nabe et Franz-Olivier Giesbert.